# Baptisie jižní
Baptisie jižní (Baptisia australis) je vytrvalá bylina pocházející z jižních států USA. Její druhové jméno australis poukazuje v této souvislosti na jih, a nikoli na Austrálii. Dává přednost bohaté půdě udržující vlhkost a stanovišti na slunci nebo v částečném stínu. Za těchto podmínek dorůstá někde do výšky dospělého člověka. Většinou se však růst zastaví na 1 m. Druh je považován za jedovatou rostlinu při požití.
Je to otužilá rostlina a vydrží v zimě teploty do −18 °C. Pro snadnější zimování se doporučuje na podzim přikrýt chvojím. Kvete v létě modrými souměrnými květy. Poté vytváří plody. Plodem je modročerný lusk.

## Použití
Na počátku 21. století se s druhem lze setkat na zahradách, kde je pěstována jako nenáročná okrasná rostlina. Kromě modré barvy květů jsou na území mimo ČR šlechtěny i barevné kultivary, které kvetou bíle, žlutě a fialově. Na území mimo ČR je hojně nabízen kultivar “Purple Smoke“, který je křížencem druhů Baptisia alba a Baptisia australis. Okrasné jsou také trojčetné listy.
V období před 21. stoletím se listy rostliny používaly na barvení látek a vlny na modro. V angličtině se často rostlina označuje jako Wild False Indigo, což znamená nepravé divoké indigo.
Severoameričtí indiáni používali kořeny baptisie k dezinfikování ran.[zdroj?] Pozdější výzkumy ukázaly skutečnost, že kořeny opravdu obsahují látky, které brzdí záněty. Účinné látky z kořenů posilují odolnost proti bakteriálním infekcím, snižují horečku.[zdroj?]
Podle některých zdrojů čaj z kořene vyvolává zvracení, kořen je účinný proti popáleninám a proti bolestem zubů (jedovatý při požití). Rostlina není vhodná jako léčivo v těhotenství a při aplikaci je třeba kvalifikovaného dozoru.
Některými zdroji jsou také doporučovány kombinace léčiva s dalšími antibakteriálními prostředky, jako je terčovka nachová, sušený kořen líčidla amerického (Phytolacca americana) nebo mateřídouška.[zdroj?] Baptisie je podle některých zdrojů též užitečná při vředové bolesti v krku, je to antistreptokokum.

## Pěstování
Popisována jako rostlina která je po ujmutí relativně odolná k přísuškům a velmi teplému počasí, ačkoliv původně roste na vlhkých štěrkových loukách, tedy preferuje přiměřeně vlhkou propustnou půdu. Preferuje půdu bez obsahu vápníku.

## Jedovatost
Jedovatá rostlina, obsahuje řadu alkaloidů, z nichž některé jsou toxické i pro hmyz.